# Carl Ferdinand Sohn
Carl Ferdinand Sohn (alemany: Karl Ferdinand Sohn)  (Berlín, 10 de desembre de 1805 - Colònia, 25 de novembre de 1867) va ser un pintor alemany de l'escola de pintura de Düsseldorf.

## Biografia

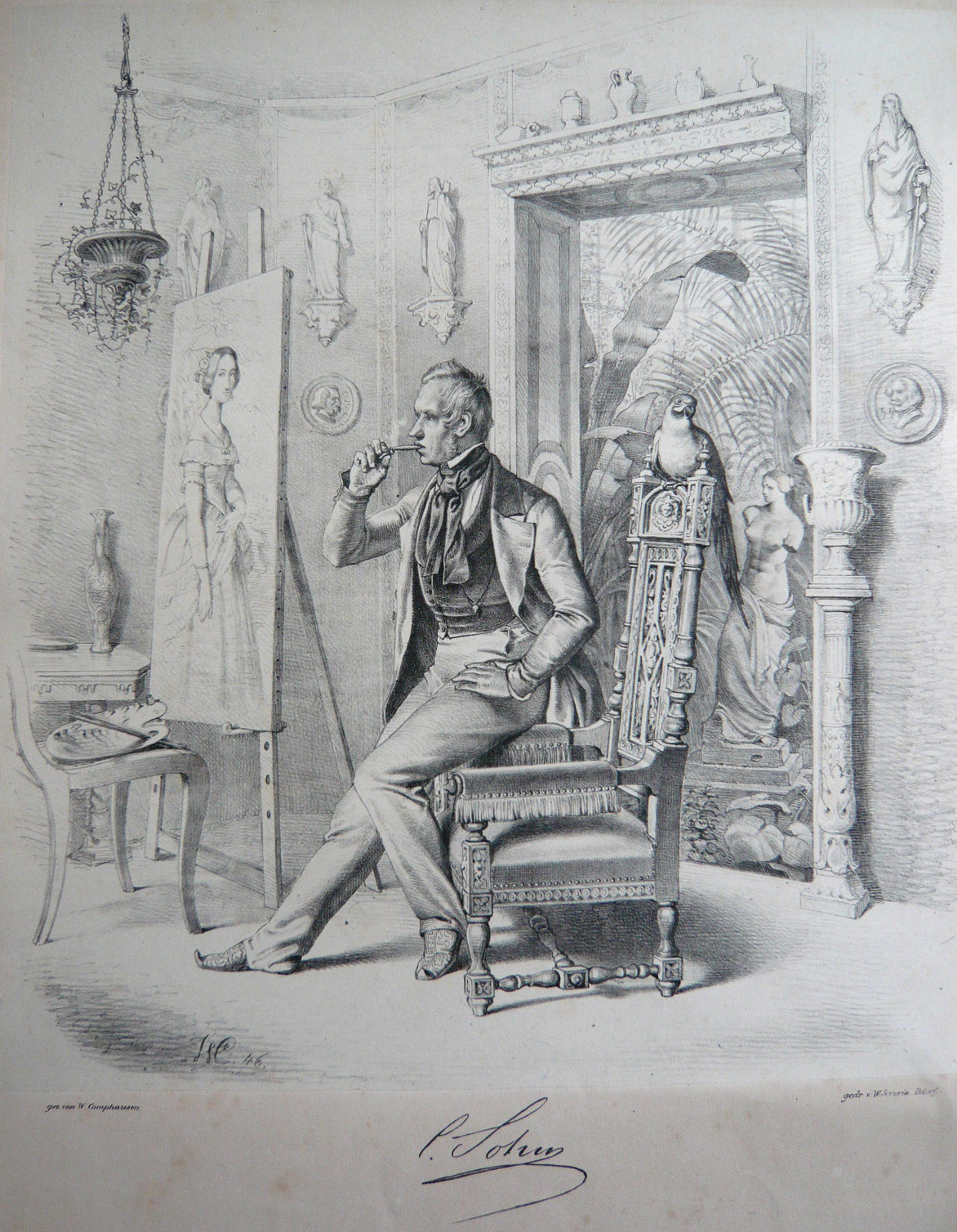
Sohn al seu estudi, 1846

Va néixer a Berlín i va començar els seus estudis als divuit anys amb Wilhelm von Schadow, a qui va seguir a Düsseldorf. Es va centrar en temes mítics i poètics de caràcter molt romàntic, i va pintar a la manera idealista de l'escola de Düsseldorf.
Va visitar Itàlia (1830–1831) i va adoptar idees de les obres dels venecians; Ticià, Paolo Veronese i Palma el Vell. El 1832, va ser nomenat professor a l'Acadèmia de Düsseldorf, on va exercir una influència important.
El 18 de gener de 1834 es va casar amb Emilie Auguste von Mülmann a Düsseldorf. Van tenir cinc fills. Els seus dos fills Paul Eduard Richard Sohn (1834–1912) i Karl Friedrich Rudolf Sohn (1845–1908) també van créixer fins a ser pintors. Aquest últim es va casar amb Else Sohn-Rethel (1853–1933), filla del pintor Alfred Rethel. Clara, la seva filla gran, estava casada amb el compositor i director d'orquestra alemany Albert Dietrich. La seva filla Marie es va casar amb el pintor Karl Hoff (1838–1890). La seva filla menor, Emilie, es va casar amb el seu nebot, el pintor Wilhelm Sohn (1830–1899), convertint-lo així en el seu nebot i gendre.

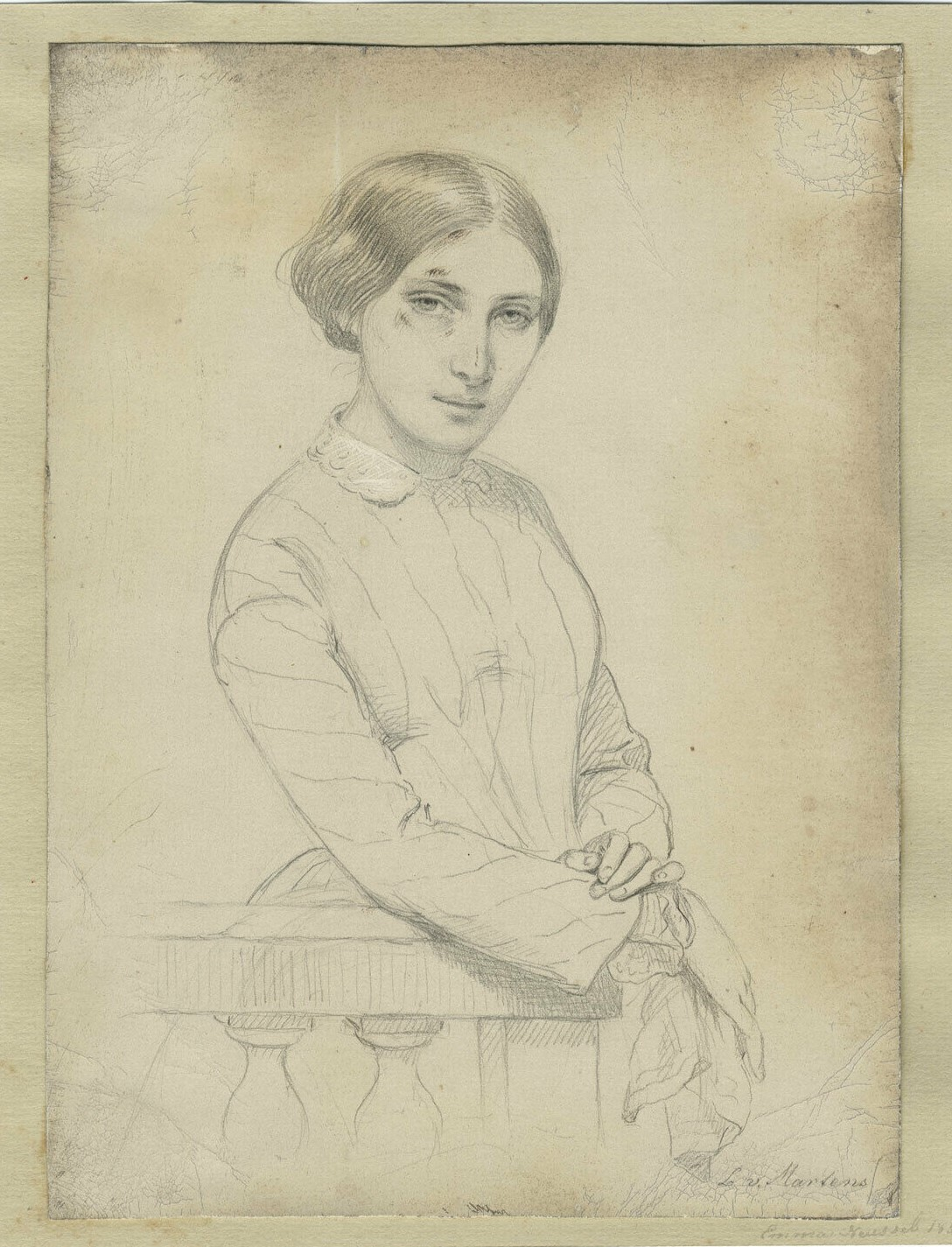
Karl Ferdinand Sohn va formar moltes dones pintores. Entre els seus alumnes hi havia les pintores Luise von Martens i Emma Elwin (de soltera Neussel). El retrat actual d'Emma Elwin el va fer Martens quan tots dos tenien vint anys. Probablement és l'únic retrat supervivent d'Emma Elwin (col·lecció privada Alemanya).

Posteriorment, va pintar temes bíblics, i després es va dedicar a escenes de gènere, ben caracteritzades i de gran encant colorístic. Entre aquestes destaquen: la Consulta a l'advocat (1866, Museu de Leipzig) i El guerrer del segle XVII (1869, Galeria de Dresden).
A l'edat de gairebé seixanta-dos anys Karl Ferdinand Sohn va morir el 25 de novembre de 1867 durant una visita al seu amic Ferdinand Hiller a Colònia.

## Alumnes destacats
- Anselm Feuerbach
- Marie Wiegmann
- Amalie Bensinger
- Elisabeth Jerichau-Baumann
- Heinrich Ludwig Philippi
- Clemens Bewer
- Ludwig von Milewski

## Pintures seleccionades

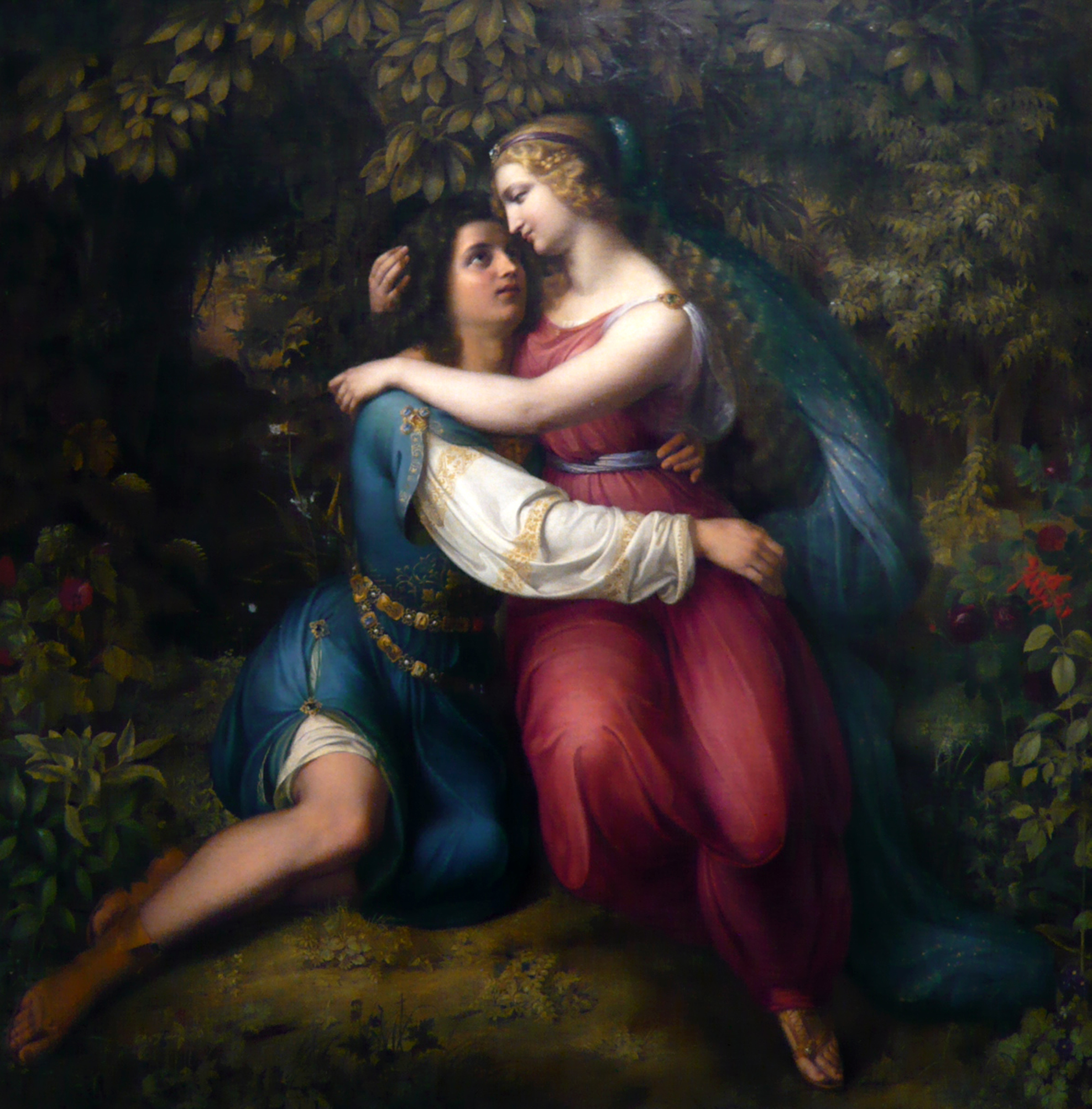
Rinaldoi Armida, 1828
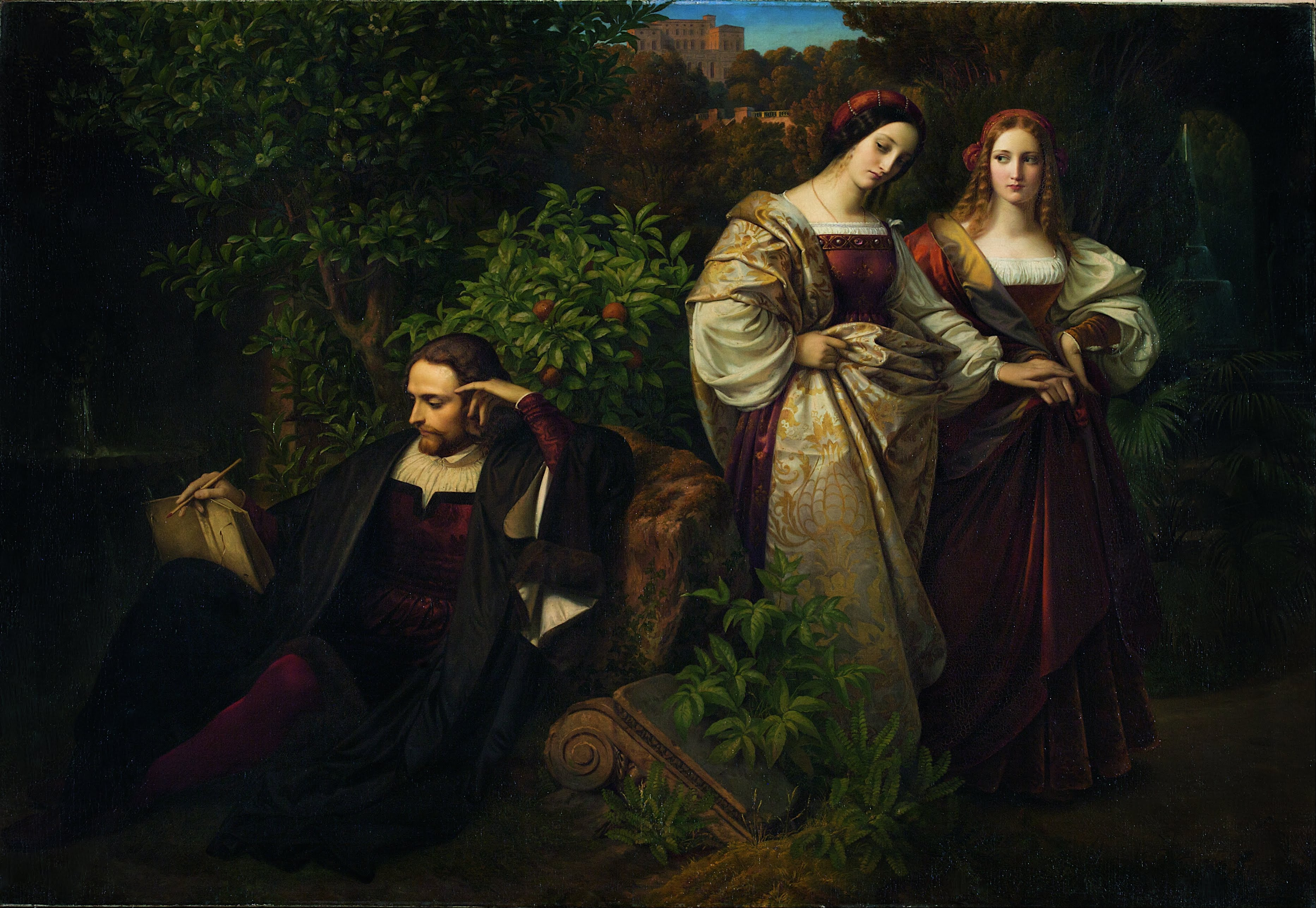
Torquato Tasso i les dues Leonors, 1839
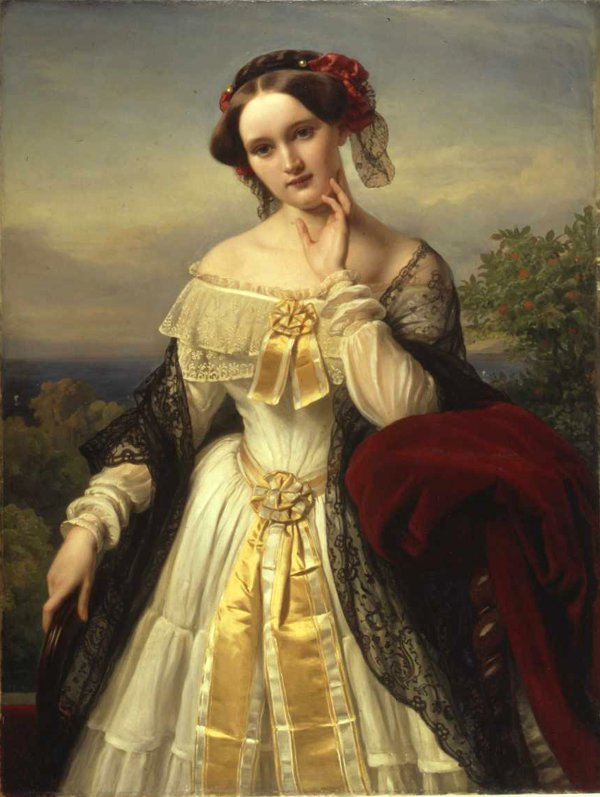
Mathilde Wesendonck
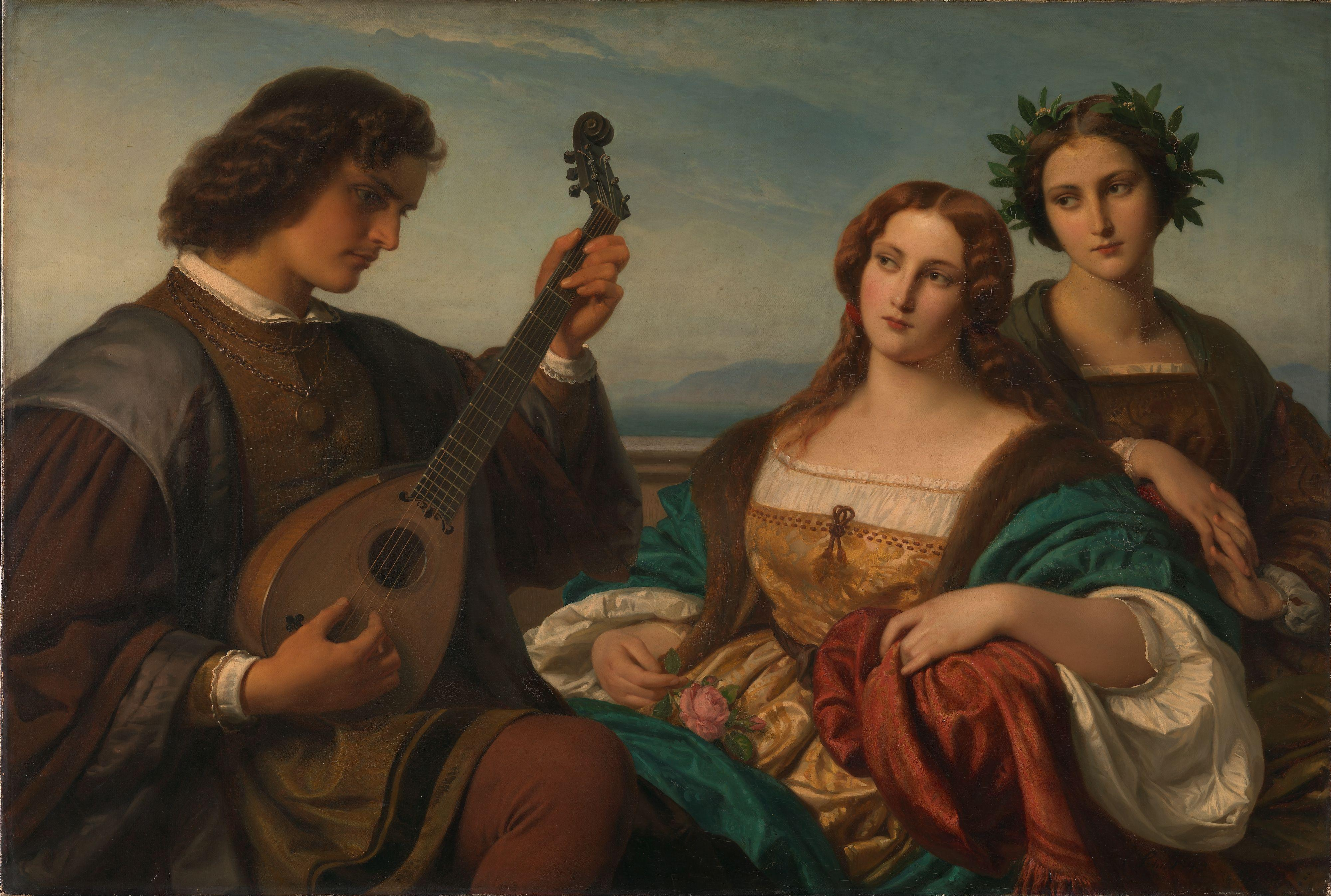
Minstrel and Two Listening Ladies, 1849. Depicting Torquato Tasso, Eleonora d'Este, i Leonora Sanvitale.
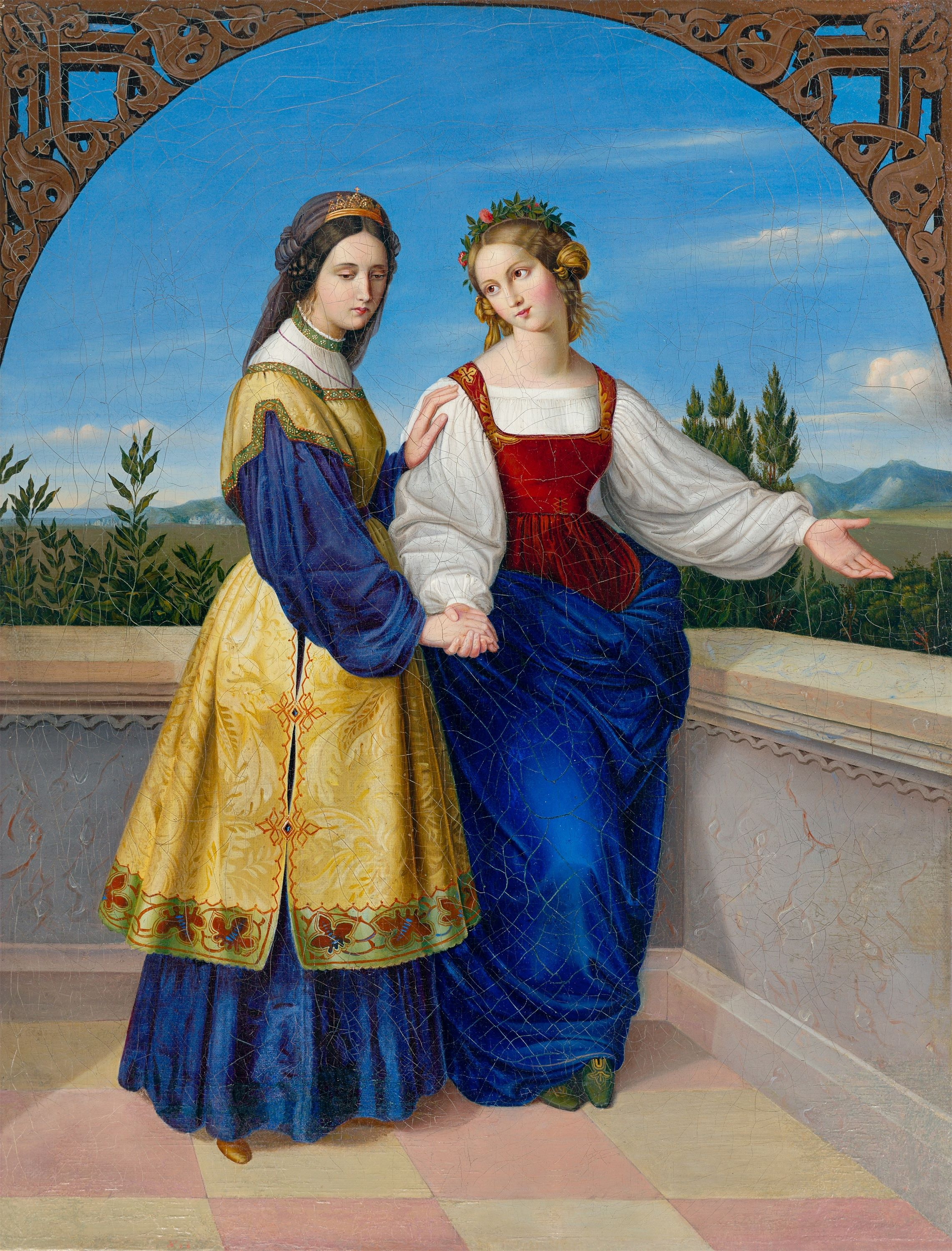
Les dues Leonors, ca 1834
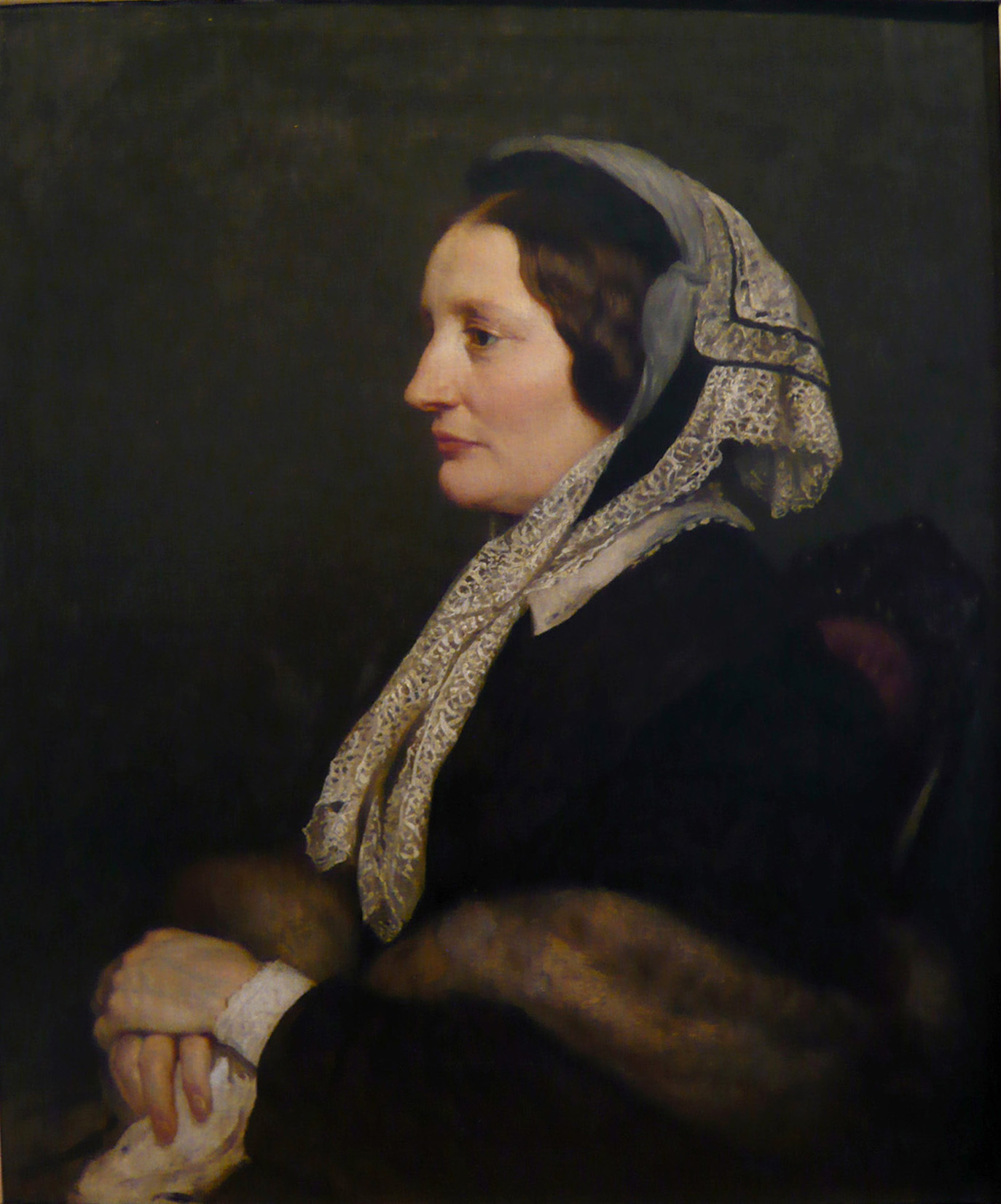
Retrat d'Emilie Auguste Sohn, la seva esposa